# Rondalla milèsia
La rondalla milèsia o conte milesi (en grec: Μιλησιακά o Μιλησιακοί) és un gènere literari narratiu nascut al segle ii abans de la nostra era a les colònies gregues d'Àsia Menor. Es tracta d'una narració en primera persona en què s'explicava en to humorístic històries prodigioses o curioses sovint amb rerefons eròtic, tot servint-se del diàleg, i amb la finalitat principal d'entretenir el lector.

## Història
L'autor que inventà aquest gènere fou Aristides de Milet. D'aquest escriptor es coneixen pocs detalls tant de la vida com de l'obra. Per testimoniatges posteriors s'ha deduït que sovint tractava temes relacionats amb situacions quotidianes pornogràfiques, així com temes variats com ara anècdotes històriques, llegendes, somnis o esdeveniments màgics, narrats amb un estil retòric per a entretenir els lectors. A més se sap que el va traduir al llatí Luci Corneli Sisenna, un autor que va morir l'any 67 abans de la nostra era, i que algunes de les històries de Parallela minora, obra de Pseudo Plutarc, tenen com a font Aristides. Tingué una difusió àmplia i gran èxit. Plutarc conta que durant la batalla contra els parts a Carres (53 ae), els romans s'entretenien llegint Rondalles milèsies, i també se'n troben ressons en Ovidi:
Iunxit Aristides milesia crimina secum
pulsus Aristides nec tamen urbs sua est (Tristes, II, 413-414)
Vertit Aristiden Sisenna nec obfuit illi
historiae turpes inseruisse iocos (Tristes, II, 443-444)
Entre els autors que van conrear aquest gènere poden citar-se Conon, Petroni —almenys en dues de les històries del Satiricó, «El noi de Pèrgam» i «La matrona d'Efes»— i Apuleu —que afirma expressament al començament de la seua obra L'ase d'or que és una xerrada milèsia. Un altre conte que conserva ressons de les rondalles milèsies es titula Luci o l'ase, atribuït a Llucià de Samòsata. El fabulista Fedre, en els seus relats, afavorí sobretot l'humor sobre la qüestió merament eròtica. També es pot trobar caràcter milesi en els Factorum Memorabilium Libri de Valeri Màxim i en els dos Plinis, però sobretod Aulus Geli i les seues Noctes Atticae, un saltat d'anècdotes, records, breus tractats gramaticals i lingüístics i casos admirables dignes de ser contats.
En la literatura medieval i moderna les rondalles milèsies foren exemple de reculls com els Gesta Romanorum, el Decameró de Giovanni Boccaccio o l'Heptameró de Margarida de Navarra, i també per a la rondalla eròtica i llicenciosa dels segles XVI, XVII i XVIII.

## En la cultura catalana
El gran humanista valencià Joan Lluís Vives i Marc va atacar les rondalles milèsies en un capítol del llibre III del seu De ratione dicendi (1532), que tracta de cadascuna de les parts de l'oratòria didàctica, i en distingeix tres tipus de narracions segons es proposen com a fi explicar alguna cosa, persuadir o distraure:
Les milèsies són les més menyspreables per mancar de veritat, versemblança i utilitat, i ser, al capdavall, una pura pèrdua de temps, com en els convits i tertúlies d'hòmens i dones, com ho és tota la literatura eròtica. Va ser Llucià el primer que a les converses amatòries les anomenà milèsies, i Marcià Capel·la va intitular així determinades ficcions poètiques. Per donar un nom precís d'autor d'escrits milesis, donaré el d'Arístides, que escrigué alguns llibres d'aquest caire, i Apuleu un Ase famós pres de Llucià i després adornat per ell. Apuleu, ja en el començament de l'obra, diu clarament que en té aquest caràcter. Diu: Ara et delectaré amb aquesta novel·la milèsia. Rondalles d'aquestes són les faules que narren les velles als xiquets perquè no ploren o no molesten. Quina utilitat reportaria donar fórmules per a un gènere idiota? Més idiota seria jo si tal cosa fes. Molt d'un altre llinatge són les ficcions poètiques, de les quals parlarem com cal.